# Attila Abonyi
Attila Abonyi (Budapest, Hungría; 16 de agosto de 1946-Coffs Harbour, Australia; 6 de julio de 2023) fue un futbolista y entrenador de fútbol australiano nacido en Hungría que jugó en la posición de extremo.

## Carrera

### Club
| Periodo   | Club               |
| --------- | ------------------ |
| 1962–1968 | Melbourne Hungaria |
| 1969–1976 | St George-Budapest |
| 1977-1979 | Sydney Croatia     |
| 1980      | Melita Eagles      |

### Selección nacional
Jugó para Australia en 61 ocasiones de 1967 a 1977 y anotó 25 goles; participó en la Copa Mundial de Fútbol de 1974.

### Entrenador
| Periodo   | Club               |
| --------- | ------------------ |
| 1978-1979 | Sydney Croatia     |
| 1980      | Melita Eagles      |
| 1981-1982 | Riverwood FC       |
| 1983      | Canberra City SC   |
| 1984      | Sydney Croatia     |
| 1985-1986 | Rockdale Ilinden   |
| 1987-1988 | St George-Budapest |

## Logros
Melbourne Hungaria
- Victorian State League: 1967
- Australia Cup: 1967

St George-Budapest
- NSW State League Premiership: 1972, 1976
- NSW State League Championship: 1971, 1974, 1975

Sydney Croatia
- NSW State League Premiership: 1977, 1978, 1989
- NSW State League Championship: 1977

## Legado
El Abonyi Place es un suburbio de Sídney ubicado en Glenwood y fue bautizado en su honor. Abonyi fue homenajeado al medio tiempo en el partido de la clasificación para la Copa Mundial de Fútbol de 1998 ante Irán.